# West Heath, West Midlands
West Heath är ett område i Birmingham i England, mellan Kings Norton, Northfield och Longbridge.

## Personer från West Heath
- The Streets